# Euilly-et-Lombut
Euilly-et-Lombut é uma comuna francesa na região administrativa de Grande Leste, no departamento Ardenas. Estende-se por uma área de 10,25 km². Em 2010 a comuna tinha 116 habitantes (densidade: 11,3 hab./km²).